# كيث مونرو
كيث مونرو (بالإنجليزية: Keith Monroe)‏ (22 أغسطس 1915، ديترويت في الولايات المتحدة - 30 أغسطس 2003)؛ كاتب وروائي أمريكي.